# Ориентиран към данни програмен език
Ориентиран към данни програмен език  (на английски: Data-centric programming language) определя категория на програмни езици, при които основната функция е управлението и манипулацията на данни . В този смисъл ориентиран към данни език включва обработка на примитивни типове данни за достъп до данни, съхранявани в множества, таблици, списъци и други структури от данни и бази данни, и за специфична манипулация и трансформация на данните, изисквани за програмните приложения. Ориентираните към данни програмни езици са обикновено декларативни и често ориентиран към потока на данни (dataflow) и дефинира желания обработен резултат; специфичните стъпки по обработката, които са изисквани за изпълнението на тази обработка са оставени на езиковия компилатор. SQL език за релационна база данни е пример за декларативен, ориентиран към данни език. Декларативните, ориентирани към данни езици са подходящи за интензивно изчисляване на данни (Data Intensive Computing).